# Dombomolen
De Dombomolen is een draaimolen met armen in het Nederlandse attractiepark Avonturenpark Hellendoorn.

## Geschiedenis
De attractie is in 1983 geopend en is gebouwd door Emmo Kreekel. Het thema van de attractie is gebaseerd op de Disney animatiefilm Dombo. De attractie is een draaimolen waar gondels in de vorm van een olifant aan armen om de as draaien. De inzittenden kunnen door middel van een hendel zelf de hoogte van de cabine bepalen. In 2021 kreeg de attractie in grondige opknapbeurt.
Afbeeldingen
 · Lijst van attracties